# Caesalpinia granadillo
Caesalpinia granadillo es una especie de árbol perteneciente a la familia de las fabáceas. Es originaria de Venezuela.

## Descripción
Es un  árbol que alcanza de 8 a 10 de altura con hojas compuestas pinnadas, de hoja perenne. En verano y otoño, está decorado con vistosas flores amarillas. La corteza se despega en tiras delgadas que muestran un moteado verde y gris inusual. 

## Taxonomía
Caesalpinia granadillo fue descrito por Henri Pittier  y publicado en Explor. Cuenca de Maracaibo 24. 1923.
Etimología
Caesalpinia: nombre genérico que fue otorgado en honor del botánico italiano Andrea Cesalpino (1519-1603).
granadillo: epíteto del nombre común que se le da en Venezuela.